# Maranza (linguistica)
Il maranza, nel gergo italiano, indica un individuo appartenente a gruppi e comitive di giovani rumorosi caratterizzati da ostentati atteggiamenti spavaldi e ineducati, un gergo triviale e un codice di abbigliamento vistoso.
La parola viene anche associata e utilizzata, per antonomasia e metonimia, per definire la sottocultura e il fenomeno di costume sociale.

## Etimologia e storia
L'etimologia della parola, incerta, potrebbe derivare da maranza (lett. "melanzana"), un appellativo usato nei dialetti meridionali con una possibile sovrapposizione con i termini marrakesch e marocco, usato negli anni ottanta e novanta in riferimento proprio agli italiani meridionali.
La prima attestazione della parola appartiene a un brano di Jovanotti, Il capo della banda (1ª parte), scritto nel 1988 e pubblicato nell'album La mia moto nel 1989:
(Jovanotti, Il capo della banda (1ª parte) (1989))
Tra gli anni ottanta e novanta il termine maranza era già usato, specie nell'Italia settentrionale, come sinonimo di "tamarro" e in riferimento a un abitante delle periferie urbane, non necessariamente giovane, dai modi coatti o rozzi e solito indossare abiti vistosi, spesso dell'Italia meridionale ma senza alcuna connotazione geografica o etnica specifica.
La parola conobbe uno slittamento semantico tra il 2019 e il 2021, tornando in auge e diventando d'uso comune nel linguaggio gergale giovanile, assumendo un significato tendenzialmente peggiorativo quando non razzista a causa della diffusione e mediazione dei social media.
Il termine si è riaffermato a partire dall'estate del 2022, grazie a diversi raduni di giovani che catturarono l'attenzione dei media nazionali e di reti sociali come TikTok.

## Caratteristiche
Il maranza è attualmente identificato in genere come un giovane di seconda generazione, quasi sempre maschio, in molti casi nato in Italia e con origini nordafricane oppure nordafricano immigrato in Italia, rumoroso e solito esprimersi con gergo triviale e atteggiamenti da strada, identificabile anche per il vestiario, composto da abiti e accessori griffati e vistosi, spesso di marchi contraffatti.
Il fenomeno è rappresentato soprattutto dalla musica trap, tanto che vengono talvolta definiti "maranza" gli stessi artisti di tale genere musicale.
I cosiddetti maranza hanno diviso l'opinione pubblica: secondo alcuni il fenomeno sociale è collegato alla criminalità e alla delinquenza giovanile, e diversi giornali hanno segnalato vari casi di cronaca i cui presunti responsabili sarebbero riconducibili a tale fenomeno di costume.
Secondo un articolo del Corriere della Sera, essi sono «bulletti 2.0 in cerca di risse» e «giovani che si muovono in gruppo con lo scopo di importunare turisti, passanti e coetanei per le strade».
Per contro, altri considerano il fenomeno non necessariamente pericoloso, attribuendogli una connotazione parodica e autoconsapevole, talvolta sottolineandone le contraddizioni. Secondo la sociologa Anna Curcio, quello dei maranza «è l'atteggiamento nichilista di una generazione cresciuta nella crisi, nelle disuguaglianze. È una reazione.»